# Бонхёффер, Карл
Карл Людвиг Бонхёффер (нем. Karl Bonhoeffer; 21 марта 1868 или 31 марта 1868, Нересхайм, Королевство Вюртемберг, Германский союз — 4 декабря 1948, Берлин, Советская зона оккупации Германии) — немецкий психиатр и невролог. Служил директором психиатрической больницы в университетах Бреслау, а затем Берлина и опубликовал целый ряд исследований о психиатрических проблемах; большая часть его работ посвящена экзогенным психозам и поражениям ряда областей головного мозга. Он также нередко выступал в качестве эксперта-психиатра на судебных процессах, представляющих общественный интерес, что принесло ему не меньшую известность, чем его научные труды. Отец богослова-антифашиста Дитриха Бонхёффера и химика Карла Фридриха Бонхёффера.

## Биография
Изучал медицину с 1887 по 1892 год в Тюбингене, Берлине и Мюнхене. Затем работал врачом в Хайденхайме, через несколько лет был приглашён на работу в клинику для психически больных преступников в Бреслау и в 1897 году защитил хабилитационную диссертацию в Университете Бреслау. Здесь же написал свои первые крупные научные работы; с 1903 по 1904 год работал в университетах Кенигсберга и Гейдельберга, с 1904 года стал профессором в Бреслау, с 1912 по 1938 год был профессором психиатрии и неврологии в берлинском Шарите. В 1936 году был избран членом академии Леопольдина.
Во время правления нацистов в Германии Бонхёффер принимал активное участие в нацистских программах принудительной стерилизации и эвтаназии, вследствие чего его личность стала предметом критики и споров, а его научная деятельность оценивается неоднозначно. Его именем названы острые типы экзогенных реакций, впервые им описанные, а также психиатрическая клиника в Берлине.